# Jinbao
Jinbao és la marca registrada de l'empresa xinesa de fabricació d'instruments musicals Tianjin Jinbao Musical Instruments Co., Ltd, fundada el 1984 a Tianjin, que també usa les marques JB, Jin Bao i Mes.
Jinbao produïx instruments de percussió, vent fusta i vent metall, a més d'accessoris i fundes.

## Història
En 1984, l'empresari Liu Ming llogà unes cases velles i empleà una dotzena de treballadors per a fer motles: en un viatge a Pequín per a dur uns visos, Liu va vore com uns operaris estudiaven el disseny d'una caixa (instrument), ja que llavors no hi havia moltes empreses xineses capaces de fabricar-ne; Liu s'endugué la caixa i, gràcies als seus coneixements d'enginyeria mecànica, aconseguí que una setmana després li n'encomanaren la fabricació; encara en el mateix any, les primeres bateries de Jinbao es presentaren en una mostra d'instruments a Tientxin però ningú s'interessava per ells fins que Liu exclamà «No puc creure que ningú pare compte a una bateria tan bona!»
El 1997, Liu i els seus treballadors acudiren a una fira d'instruments alemanya sense saber cap idioma estranger, per la qual cosa tingueren d'usar la comunicació no verbal i, encara que venien les seues bateries a preus molt baixos (entre els cent i els dos-cents dòlars), s'adonaren que la diferència de qualitat entre els seus productes i els altres era molt gran, en tornar a la Xina Liu decidí reformar l'empresa i millorar la gestió.
L'any següent, la Tianjin Jinbao Musical Instrument Factory s'incorporà definitivament com a Tianjin Jinbao Musical Instrument Co, Ltd. L'empresa ocupa una superfície de 140.000 metres quadrats, dels quals 120 mil són l'àrea de fabricació, amb vora dos mil empleats i tres-cents productes en catàleg, que exporten a huitanta països.
L'any 2015 organitzà el I Festival Internacional de Trombó, amb premis en medalles i trombons de la marca.